# Srpski Top Model
Srpski Top Model là một chương trình truyền hình thực tế của Serbia dựa trên America's Next Top Model của Tyra Banks và được phát sóng trên Prva. Chương trinh bao gồm các thí sinh cạnh tranh với nhau trong một loạt các cuộc thi để xác định ai sẽ giành được danh hiệu "Top Model".
Siêu mẫu hàng đầu của Serbia Ivana Stanković sẽ sánh vai Tyra Banks trong chương trình với tư cách là host cũng như cố vấn cho 15 cô gái được chọn để sống cùng nhau ở Belgrade. Cùng với ban giám khảo bao gồm: nhiếp ảnh gia Miša Obradović và chuyên gia thời trang Nenad Radujević. Chương trình bắt đầu phát sóng vào ngày 16 tháng 3 và kết thúc vào ngày 6 tháng 6 năm 2011.
Neda Stojanović, 18 tuổi từ Raška đã giành chiến thắng và đánh bại được Bojana Banjac & Milica Đorđević trong đêm chung kết được truyền hình trực tiếp. Cô đã giành được: một hợp đồng người mẫu với Click Fashion Agency trong 2 năm, lên ảnh bìa & trang biên tập cho tạp chí Grazia và một chuyến đi 7 ngày vòng quanh Israel.
Trong chương trình, Stojanović đã được phát hiện bởi một Model Scout ở Milan và một công ty người mẫu ở Paris tại Belgrade Fashion Week.

## Mùa
| Mùa | Phát sóng           | Quán quân       | Á quân        | Các thí sinh theo thứ tự bị loại | Tổng số thí sinh | Điểm đến quốc tế    |
| --- | ------------------- | --------------- | ------------- | --- | ---------------- | ------------------- |
| 1   | 16 tháng 3 năm 2011 | Neda Stojanović | Bojana Banjac | Jelena Jokić, Milica Paravina, Jelena Petrović, Tamara Vidić (dừng cuộc thi), Anamari Ćulafić, Tijana Bajin, Marina Žikić, Nera Paštor, Dejana Živković, Kristina Marković, Ana Minkić & Katarina Kojadinović, Milica Đorđević | 15               | Zagreb Berlin Budva |

## Các thí sinh
(Tuổi tính từ ngày dự thi)
| Thí sinh             | Tuổi | Chiều cao               | Quê quán           | Bị loại ở | Hạng               |
| -------------------- | ---- | ----------------------- | ------------------ | --------- | ------------------ |
| Jelena Jokić         | 20   | 1,78 m (5 ft 10 in)     | Bačka Topola       | Tập 1     | 15                 |
| Milica Paravina      | 19   | 1,70 m (5 ft 7 in)      | Crvenka            | Tập 2     | 14                 |
| Jelena Petrović      | 21   | 1,74 m (5 ft 8+1⁄2 in)  | Zaječar            | Tập 3     | 13                 |
| Tamara Vidić         | 20   | 1,80 m (5 ft 11 in)     | Knin, Croatia      | Tập 4     | 12 (dừng cuộc thi) |
| Anamari Ćulafić      | 21   | 1,81 m (5 ft 11+1⁄2 in) | Berane, Montenegro | Tập 4     | 11                 |
| Tijana Bajin         | 18   | 1,73 m (5 ft 8 in)      | Kikinda            | Tập 5     | 10                 |
| Marina Žikić         | 21   | 1,76 m (5 ft 9+1⁄2 in)  | Vrbas              | Tập 7     | 9                  |
| Nera Paštor          | 21   | 1,66 m (5 ft 5+1⁄2 in)  | Novi Sad           | Tập 8     | 8                  |
| Dejana Živković      | 18   | 1,78 m (5 ft 10 in)     | Belgrade           | Tập 9     | 7                  |
| Kristina Marković    | 20   | 1,77 m (5 ft 9+1⁄2 in)  | Belgrade           | Tập 10    | 6                  |
| Ana Minkić           | 20   | 1,77 m (5 ft 9+1⁄2 in)  | Niš                | Tập 11    | 5-4                |
| Katarina Kojadinović | 19   | 1,74 m (5 ft 8+1⁄2 in)  | Kragujevac         | Tập 11    | 5-4                |
| Milica Đorđević      | 19   | 1,72 m (5 ft 7+1⁄2 in)  | Mladenovac         | Tập 13    | 3                  |
| Bojana Banjac        | 19   | 1,73 m (5 ft 8 in)      | Novi Sad           | Tập 13    | 2                  |
| Neda Stojanović      | 18   | 1,76 m (5 ft 9+1⁄2 in)  | Raška              | Tập 13    | 1                  |

## Các tập

### Tập 1
Khởi chiếu: 16 tháng 3 năm 2011
Từ 2000 cô gái đăng ký dự thi, 30 thí sinh bán kết được chọn từ khắp cả nước đã tới khách sạn Continental ở Belgrade để bắt đầu cuộc thi. Họ đã có 10 phút để phối đồ theo phong cách cá nhân cho thử thách trình diễn thời trang và phỏng vấn trước mặt Ivana, trước khi cô chia 30 thí sinh thành 2 nhóm và chọn nhóm có 15 cô gái chung cuộc sẽ bước vào cuộc thi.
Ngày hôm sau, họ được gặp lại nhau và gặp ban giám khảo tại Bảo tàng Muzej Automobila Beograd cho buổi chụp hình đầu tiên hóa thân thành những cô gái Pin-up với xe cổ điển. Kết quả là Tijana là người thể hiện tốt nhất và cô chọn Nera & Tamara để di chuyển tới ngôi nhà chung trước và quyết định chỗ ngủ của những người còn lại, khi họ sẽ qua đêm tại một khách sạn kém chất lượng. Ngày tiếp theo, họ đã có một buổi học múa balê với vũ công Natalija Petković, trước khi từng người phải múa balê trước mặt mọi người và được chiêm ngưỡng Natalija biểu diễn. Sau khi tất cả dọn vào ngôi nhà chung, họ đã có một buổi học catwalk từ người mẫu Sladjana Tesla. Vào buổi đánh giá ngày hôm sau, họ đã có thử thách trình diễn thời trang trong áo tắm màu da. Kết quả là Jelena J. là thí sinh đầu tiên bị loại.
- Nhiếp ảnh gia: Braca Nadeždić
- Khách mời đặc biệt: Natalija Petković, Sladjana Tesla

### Tập 2
Khởi chiếu: 23 tháng 3 năm 2011
14 cô gái còn lại được đưa tới trung tâm mua sắm Ušće cho thử thách trình diễn thời trang trong đồ lót trước mặt những người đi mua sắm, Ana chiến thắng thử thách và sẽ được một buổi mua sắm tại B Underwear. Ngày hôm sau, họ đã có buổi chụp hình tiếp theo trong váy dạ hội với gió sẽ thổi xung quanh họ. Sau đó, mỗi người được nhận quyển portfolio của mình.
Ngày tiếp theo, Nenad đến gặp các cô gái để chuẩn bị cho thử thách casting giả để kiểm tra cách giải quyết khi họ được yêu cầu đi ăn tối kinh doanh với khách hàng. Kết quả là Dejana & Jelena P. chiến thắng thử thách và sẽ được tham gia phỏng vấn trên chương trình Veče sa Ivanom Ivanovićem. Vào buổi đánh giá ngày hôm sau, họ đã có thử thách trình diễn thời trang với một quả trứng được dán trên giày cao gót của họ. Kết quả là Milica P. là thí sinh tiếp theo bị loại.
- Khách mời đặc biệt: Ivan Ivanović

### Tập 3
Khởi chiếu: 30 tháng 3 năm 2011
13 cô gái còn lại đã háo hức thu dọn hành lí để được đi tới Kopaonik. Nhưng trước đó, họ đã bị Ivana và stylish Filip Mladenović kiểm tra hành lí để cho họ biết một người mẫu nên có những bộ quần áo và những món đồ khác như thế nào trong hành lí của họ. Kết quả là Tamara có ít món đồ nhất nên cô sẽ được đi mua sắm quần áo. Sau khi tới nơi, họ đã được đi trượt tuyết và thư giãn. Ngày hôm sau, họ đã có buổi chụp hình tiếp theo hóa thân thành nữ hoàng tuyết và Tijana là người thể hiện tốt nhất.
Ngày tiếp theo, họ đã có thử thách casting cho khách sạn Grand Kopaonik, khi họ sẽ trình diễn thời trang trong áo tắm. Kết quả là Katarina & Kristina chiến thắng thử thách và sẽ được chụp hình catalog cho dịch vụ spa của khách sạn. Vào buổi đánh giá ngày hôm sau, các cô gái đã có thử thách trình diễn thời trang trong đôi giày cao gót quá to so với chân họ. Kết quả là Tijana là thí sinh tiếp theo bị loại nhưng sau đó thì Ivana quyết định cho cô thêm một cơ hội, còn Jelena P. mới là thí sinh tiếp theo bị loại.
- Khách mời đặc biệt: Filip Mladenović

### Tập 4
Khởi chiếu: 6 tháng 4 năm 2011
12 cô gái còn lại được đưa tới quản lí người mẫu Fabrika Fashion Agency cho một buổi casting với Vesna Mandić và Marko Lukić từ P.S. Fashion. Quay về ngôi nhà chung, Ivana tới để thông báo rằng Katarina & Kristina là 2 người được chọn để trình diễn thời trang cho P.S. Fashion, ngoài ra họ sẽ cùng với Ana, Bojana, Neda & Tijana đi casting cho một nhà thiết kế người Pháp. Ngày hôm sau, Katarina & Kristina được đưa tới cung điện Beli Dvor cho buổi thử đồ của P.S. Fashion, trước khi cùng với Ana, Bojana, Neda & Tijana có một buổi casting cho nhà thiết kế Christophe Le Bo và cả 6 người đều được chọn để trình diễn thời trang vào ngày mai. Ngày tiếp theo, Kristina bất ngờ được gặp mẹ của cô và 6 người được chọn đã có vinh dự chụp hình chung với Thái tử Nam Tư Alexander Karadjordjevic II tại cung điện Beli Dvor.
Ngày hôm sau, các cô gái được đưa tới tiệm salon Kérastase Paris để nhận diện mạo mới của mình, nhưng Tamara đã từ chối nhận diện mạo mới của mình nên cô đã quyết định sẽ dừng cuộc thi. Ngày kế tiếp, họ được đưa tới khách sạn Izvor cho buổi chụp hình tiếp theo tạo dáng dưới hồ bơi của khách sạn. Vào buổi đánh giá ngày hôm sau, họ đã có thử thách trình diễn thời trang trong trang phục họ tự phối theo phong cách cá nhân trong 10 phút. Kết quả là Anamari là thí sinh tiếp theo bị loại.
- Nhiếp ảnh gia: Vladan Milisavljevic
- Khách mời đặc biệt: Vesna Mandić, Marko Lukić, Slađana Pantović, Christophe Le Bo, Alexander Karadjordjevic II, Marcello Mura

### Tập 5
Khởi chiếu: 13 tháng 4 năm 2011
Nenad đến ngôi nhà chung đánh thức 10 cô gái còn lại để chuẩn bị cho một buổi casting cho 3 nhà thiết kế: Bata Spasojević, Suzana Perić & Darko Kostić. Kết quả là chỉ có Dejana, Katarina & Milica Đ. là được chọn và sẽ được làm người mẫu cho nhà thiết kế đó. Quay về ngôi nhà chung, họ đã có buổi tối giải trí ca hát và nhảy múa. Ngày hôm sau, họ được đưa tới nhà dân tộc Zornića Kuća cho buổi chụp hình tiếp theo tạo dáng với động vật bên trong nông trại cừu và Bojana & Milica Đ. là 2 người thể hiện tốt nhất. Sau đó, họ đã có bữa trưa ngay sau buổi chụp hình và được lắng nghe một số lời khuyên ăn uống từ bác sĩ dinh dưỡng Ivana Filipović-Marković.
| Buổi casting    | Buổi casting | Thí sinh | Thí sinh | Thí sinh | Thí sinh | Thí sinh | Thí sinh | Thí sinh  | Thí sinh | Thí sinh | Thí sinh |
| Buổi casting    | Buổi casting | Ana      | Bojana   | Dejana   | Katarina | Kristina | Marina   | Milica Đ. | Neda     | Nera     | Tijana   |
| --------------- | ------------ | -------- | -------- | -------- | -------- | -------- | -------- | --------- | -------- | -------- | -------- |
| Bata Spasojević |              |          |          |          |          |          |          |           |          |          |          |
| Suzana Perić    |              |          |          |          |          |          |          |           |          |          |          |
| Darko Kostić    |              |          |          |          |          |          |          |           |          |          |          |

Ngày tiếp theo, các cô gái đã học cách xử lí áo khoác trong khi đi catwalk từ Sladjana Tesla, trước khi từng người một trình diễn thời trang với áo khoác và mũ thời trang trên đường phố. Vào buổi đánh giá ngày hôm sau, họ đã có thử thách trình diễn thời trang với một con trăn quấn trên cổ. Kết quả là Tijana là thí sinh tiếp theo bị loại.
- Nhiếp ảnh gia: Mika Knežević
- Khách mời đặc biệt: Bata Spasojević, Suzana Perić, Darko Kostić, Ivana Filipović-Marković, Sladjana Tesla

### Tập 6
Khởi chiếu: 20 tháng 4 năm 2011
9 cô gái còn lại được nhìn thấy nhà leo núi Miloš Ivačković đi từ trên tầng cao nhất của một toà nhà xuống dưới mặt đất, trước khi họ cũng sẽ phải đối mặt nỗi sợ hãi của mình bằng việc Miloš vừa thực hiện. Thử thách đã gây khó khăn cho Katarina & Kristina khi cả 2 đều sợ độ cao, nhưng trong khi Katarina đã thực hiện được thì Kristina lại từ chối tham gia. Sau đó, họ đã có một buổi học diễn xuất với diễn viên Marko Janjić, nhưng Marina từ chối tham gia vào buổi học.
Ngày hôm sau, họ đã có một buổi casting cho tạp chí Maxim, khi họ sẽ phải chụp hình tạo dáng trong váy làm từ bao tải. Kết quả là Dejana chiến thắng thử thách và sẽ được xuất hiện trên 10 trang biên tập cho Maxim. Sau đó, họ được đưa tới Nhà ga Belgrade cho buổi chụp hình tiếp theo hóa thân thành những minh tinh điện ảnh của thập niên 1940. Vào buổi đánh giá ngày tiếp theo, họ đã có thử thách trình diễn thời trang trong khi diễn xuất một tình huống được đặt ra. Kết quả là Bojana là thí sinh tiếp theo bị loại, nhưng sau đó thì Ivana nói rằng là họ chỉ đang đùa thôi vì cô vẫn sẽ được ở lại cuộc thi. Sau đó, Ivana đã cho các cô gái một bất ngờ khi người thân của họ đến thăm họ.
- Nhiếp ảnh gia: Mika Knežević
- Khách mời đặc biệt: Miloš Ivačković, Marko Janjić, Nebojša Prijić, Braca Nadeždić

### Tập 7
Khởi chiếu: 27 tháng 4 năm 2011
9 cô gái còn lại háo hức thu dọn hành lí để được đi tới Zagreb. Sau khi tới nơi, họ được chia thành 3 nhóm cho thử thách casting cho Dove Fashion.hr 2011 với một số nhà thiết kế. Kết quả là Bojana & Milica Đ. được 1 người chọn còn Neda được 2 người chọn và họ sẽ trình diễn thời trang cho nhà thiết kế ngay sau đó, trước khi tất cả quay về Belgrade. Ngày hôm sau, họ được đưa tới một phòng tập boxing để luyện tập cách thể hiện cảm xúc qua gương từ Miša, trước khi có buổi chụp hình tiếp theo hóa thân thành tay đô vật đối mặt với người mẫu nam Vladimir Vuksanović sẽ là con quỷ của họ. Kết quả là Bojana là người thể hiện tốt nhất và sẽ được một buổi chụp hình chuyên nghiệp với Miša. Quay về ngôi nhà chung, họ được tìm hiểu những khuyết điểm của mình qua việc nhìn chính mình qua gương từ Ivana.
Ngày tiếp theo, các cô gái gặp lại Ivana cho một buổi casting tại cửa hàng xe Volkswagen, nhưng Ivana đã thất vọng khi Ana & Neda không mang theo quyển portfolio của họ còn Marina thì từ chối cơ hội và muốn nhường cho người khác. Kết quả là Bojana, Dejana, Kristina & Nera chiến thắng thử thách và sẽ được làm người mẫu cho sự kiện sắp tới của Volkswagen. Vào buổi đánh giá ngày hôm sau, họ đã có thử thách trình diễn thời trang hóa thân thành đàn ông với ria mép trên mặt. Kết quả là Marina là thí sinh tiếp theo bị loại.
- Nhiếp ảnh gia: Marko Cvetković
- Khách mời đặc biệt: Vinko Filipić, Rafaela Franić, Robert Sever, Ana Maria Ricov, Aleksandra Dojčinović, Stjepan Čuka, Vladimir Vuksanović, Mitar Mitrović, Slobodan Pešić

### Tập 8
Khởi chiếu: 4 tháng 5 năm 2011
8 cô gái còn lại được đưa tới đài tưởng niệm Pobednik cho buổi chụp hình tiếp theo tràn đầy năng lượng trong trang phục đầy màu sắc, trong khi họ phãi trên bạt lò xo. Kết quả là Milica Đ. là người thể hiện tốt nhất và nhận được một chiếc dây chuyền trang sức bạc. Ngày hôm sau, họ đã có một buổi casting cho Amstel Fashion Week và Neda được một Model scout từ Milan để ý. Sau đó, họ được đưa tới RAF Production để trả lời một số câu hỏi về chính họ và dự dịnh của họ trong ngành người mẫu, trước khi họ phải phối trang phục nói lên họ là ai và trình diễn thời trang trong trang phục đó. Ivana sau đó công bố kết quả casting vừa rồi và tất cả các cô gái đều được chọn ngoại trừ Bojana & Nera.
Ngày tiếp theo, họ đã có một buổi tập dượt cho những ngày sắp tới trình diễn thời trang cho Amstel Fashion Week với nhà thiết kế mà họ được chọn. Vào buổi đánh giá ngày hôm sau, họ đã có 2 thử thách trình diễn thời trang trong đồ lót trắng hóa thân thành thiên thần và trong đồ lót gợi cảm hóa thân thành ác quỷ. Kết quả là Nera là thí sinh tiếp theo bị loại.
- Nhiếp ảnh gia: Braca Nadeždić
- Khách mời đặc biệt: Vesna Matijević, Marijana Zeć

### Tập 9
Khởi chiếu: 11 tháng 5 năm 2011
7 cô gái còn lại được đưa tới một trại quân đội cho một buổi huấn luyện quân đội khắc nghiệt, trước khi có thử thách vượt chướng ngại vật và Bojana bị ngã gây ra chấn thương dây chằng. Kết quả là Dejana chiến thắng thử thách và sẽ được một chuyến mua sắm tại Mango trị giá €400. Ngày hôm sau, họ đã có một buổi tập dượt cho những ngày sắp tới trình diễn thời trang cho Amstel Fashion Week với nhà thiết kế mà họ được chọn trong tập trước, trong khi Dejana không thể tham gia một show vì bị dị ứng da và Neda được Laurent Machet từ Idole Model Management ở Paris nhìn trúng. 
Ngày tiếp theo, các cô gái được gặp Ivana tại pháo đài Petrovaradin ở Novi Sad cho thử thách phối đồ khi họ phải chạy theo mũi tên chỉ dẫn để lấy một phụ kiện ở từng trạm và trình diễn thời trang trong trang phục đó trước mặt Ivana & nhà thiết kế Jovana Marković. Kết quả là Bojana chiến thắng thử thách và sẽ nhận được một bộ trang phục từ Jovana Marković. Ngày kế tiếp, họ được đưa tới một nhà máy bỏ hoang cho buổi chụp hình tiếp theo hóa thân thành tay đua xe gợi cảm trước ngọn lửa bùng cháy và Ana là người thể hiện tốt nhất. Vào buổi đánh giá ngày hôm sau, họ đã có thử thách trình diễn thời trang trong váy bó dài cùng giày cao gót và phải đi trên cầu thang. Kết quả là Dejana là thí sinh tiếp theo bị loại, trước khi Ivana thông báo rằng họ sẽ đi tới Berlin.
- Nhiếp ảnh gia: Marko Cvetković
- Khách mời đặc biệt: Laurent Machet, Vesna Matijević, Jovana Marković

### Tập 10
Khởi chiếu: 18 tháng 5 năm 2011
6 cô gái còn lại được đưa tới Berlin và sau khi tới nơi, họ được đưa tới Bức tường Berlin cho buổi chụp hình tiếp theo hóa thân thành đàn ông, trong khi họ sẽ tạo dáng cùng với drag queen Matajna. Kết quả là Katarina là người thể hiện tốt nhất còn Kristina thể hiện kém nhất. Sau đó, họ đã được du ngoạn trên sông Spree với Miša & Nenad, trước khi được luyện tập catwalk trên thuyền từ họ.
Ngày hôm sau, họ được đưa tới quản lí người mẫu Rockstar Models cho một buổi casting cho tạp chí Bulevar, khi họ sẽ phải chụp hình chân dung với một con dao và một đống hành trên bàn. Kết quả là Bojana & Katarina chiến thắng thử thách và sẽ được xuất hiện trong chiến dịch quảng cáo cho Desire by Elf Craft Jewellery. Sau đó, các cô gái được kiểm tra kỹ năng nói tiếng Anh qua một buổi phỏng vấn trực tiếp với Vinsent Kliš trên kênh Babelsberg Hitradio. Ngày tiếp theo, họ được đưa tới một tòa lâu đài cho thử thách trình diễn thời trang trong váy làm từ giấy bạc và Katarina thể hiện tốt nhất, trước khi có một buổi dạo phố Berlin. Vào buổi đánh giá, họ đã có thử thách trình diễn thời trang trong thiết kế avant-garde của Andrea van Reimersdahl. Kết quả là Kristina là thí sinh tiếp theo bị loại trong buổi loại trừ đầy cảm xúc nhất, trước khi Ivana thông báo rằng họ sẽ đi tới Budva.
- Nhiếp ảnh gia: Braca Nadeždić
- Khách mời đặc biệt: Matajna, Desireé Kaddatz, Oliver Rath, Henning Schulz, Vinsent Kliš, Andrea van Reimersdahl

### Tập 11
Khởi chiếu: 25 tháng 5 năm 2011
5 cô gái còn lại được đưa tới Budva và sau khi tới nơi, họ được đón bởi một chiếc mui trần tới gặp stylish Filip Mladenović hóa thân thành cảnh sát thời trang để loại bỏ những món đồ không thời trang mà họ sở hữu. Sau khi dọn vào khu nghỉ dưỡng, họ được đưa tới một bờ biển đá cho một buổi tập catwalk từ Nenad khi họ sẽ đi bằng chân vịt bơi và đi chân không, Bojana là người thể hiện tốt nhất nên sẽ được mátxa chân tại khu nghỉ dưỡng. Ngày hôm sau, họ đã có một buổi học đối mặt truyền thông từ nhà báo Vesna Dedić-Milojević và được kiểm tra bằng cách họ phỏng vấn lẫn nhau. Sau đó, họ đã có một buổi tối tại quán bar ngoài trời cho sinh nhật của Bojana và Nenad cùng người bị loại trước đó Anamari đến gặp họ, trước khi ca sĩ Sandi Cenov tới hát trong quán bar và các cô gái được phỏng vấn bởi nhà báo Sandra Burić.
Ngày tiếp theo, Nenad đánh thức họ dậy sớm để ra một bãi biển cho buổi chụp hình tiếp theo hóa thân thành mỹ nhân ngư trong khi tạo dáng với các động vật biển. Sau đó, họ được đưa tới phố cổ Stari Grad cho thử thách phối đồ lẫn nhau và trình diễn thời trang trong trang phục được chọn đó. Kết quả là Milica Đ. chiến thắng thử thách và sẽ được giữ lại bộ đồ cô đang mặc trên người. Ngày hôm sau, các cô gái đã có một buổi tập thể dục bên bãi biển, trước khi có một buổi du ngoạn trên du thuyền giữa biển. Vào buổi đánh giá, họ đã có thử thách trình diễn thời trang trong áo tắm với một đạo cụ bất kỳ và Nenad sau đó kiểm tra số đo cơ thể để so sánh sự cải thiện. Sau đó, họ di chuyển vào một khách sạn cho một buổi trình diễn thời trang trong váy dạ hội. Kết quả là Ana là thí sinh tiếp theo bị loại, nhưng sau đó thì Katarina là thí sinh kế tiếp bị loại.
- Nhiếp ảnh gia: Miša Obradović
- Khách mời đặc biệt: Filip Mladenović, Vesna Dedić-Milojević, Sandi Cenov, Sandra Burić

### Tập 12
Khởi chiếu: 30 tháng 5 năm 2011
Đây là tập ghi lại khoảnh khắc và những cảnh quay chưa được tiết lộ từ đầu cuộc thi.

### Tập 13
Khởi chiếu: 5 tháng 6 năm 2011
3 cô gái chung cuộc đã được thư giãn và vui chơi, trước khi xuất hiện trong đêm chung kết được truyền hình trực tiếp tại Jadran Film ở Zagreb. Họ đã mở màn với một màn trình diễn thời trang trong váy đen nhỏ qua phần biểu diễn của ca sĩ Aleksandra Radović với bài hát Bivsi dragi. Sau đó, họ đã có một buổi trình diễn thời trang trong áo tắm và ngay sau đó là lần loại trừ đầu tiên, kết quả là Milica Đ. là người bị loại.
Bojana & Neda sau đó đã có buổi chụp hình cuối cùng trên sân khấu, khi họ sẽ tạo dáng trước mạng nhện cùng với một con nhện trên tay. Sau đó, họ đã có buổi trình diễn thời trang cuối cùng trong thiết kế của Dejan Petrović & Tijana Pavlov cùng với 13 thí sinh bị loại trước đó. Những khoảnh khắc của 2 cô gái sau đó được trình chiếu trước khi Ivana công bố kết quả cuối cùng, Neda trở thành quán quân của Srpski Top Model.
- Nhiếp ảnh gia: Braca Nadeždić
- Khách mời đặc biệt: Marija Kilibarda, Ivana Zarić, Sladjana Tesla, Aleksandar Dikić, Marija Šerifović, Aleksandra Radović, Dejan Petrović, Tijana Pavlov, Marija Šerifović

## Thứ tự gọi tên
| Thứ tự | Tập       | Tập       | Tập       | Tập       | Tập       | Tập       | Tập       | Tập       | Tập       | Tập       | Tập       | Tập       | Tập | Tập | Tập |
| Thứ tự | 1         | 2         | 3         | 4         | 5         | 6         | 7         | 8         | 9         | 10        | 11        | 13        |     |     |     |
| ------ | --------- | --------- | --------- | --------- | --------- | --------- | --------- | --------- | --------- | --------- | --------- | --------- | --- | --- | --- |
| 1      | Bojana    | Dejana    | Tijana    | Marina    | Milica Đ. | Nera      | Nera      | Neda      | Bojana    | Bojana    | Milica Đ. | Neda      |     |     |     |
| 2      | Kristina  | Marina    | Milica Đ. | Kristina  | Marina    | Kristina  | Ana       | Ana       | Ana       | Katarina  | Neda      | Bojana    |     |     |     |
| 3      | Ana       | Bojana    | Dejana    | Bojana    | Ana       | Milica Đ. | Kristina  | Bojana    | Milica Đ. | Milica Đ. | Bojana    | Milica Đ. |     |     |     |
| 4      | Tamara    | Milica Đ. | Kristina  | Dejana    | Kristina  | Katarina  | Neda      | Milica Đ. | Kristina  | Neda      | Katarina  |           |     |     |     |
| 5      | Tijana    | Tamara    | Bojana    | Ana       | Katarina  | Neda      | Bojana    | Katarina  | Katarina  | Ana       | Ana       |           |     |     |     |
| 6      | Katarina  | Ana       | Ana       | Katarina  | Neda      | Ana       | Milica Đ. | Kristina  | Neda      | Kristina  |           |           |     |     |     |
| 7      | Nera      | Kristina  | Neda      | Neda      | Dejana    | Dejana    | Katarina  | Dejana    | Dejana    |           |           |           |     |     |     |
| 8      | Anamari   | Nera      | Anamari   | Tijana    | Bojana    | Marina    | Dejana    | Nera      |           |           |           |           |     |     |     |
| 9      | Jelena P. | Katarina  | Marina    | Nera      | Nera      | Bojana    | Marina    |           |           |           |           |           |     |     |     |
| 10     | Milica Đ. | Neda      | Katarina  | Milica Đ. | Tijana    |           |           |           |           |           |           |           |     |     |     |
| 11     | Dejana    | Jelena P. | Tamara    | Anamari   |           |           |           |           |           |           |           |           |     |     |     |
| 12     | Neda      | Tijana    | Nera      | Tamara    |           |           |           |           |           |           |           |           |     |     |     |
| 13     | Milica P. | Anamari   | Jelena P. |           |           |           |           |           |           |           |           |           |     |     |     |
| 14     | Marina    | Milica P. |           |           |           |           |           |           |           |           |           |           |     |     |     |
| 15     | Jelena J. |           |           |           |           |           |           |           |           |           |           |           |     |     |     |

     Thí sinh bị loại
     Thí sinh có tấm ảnh đẹp nhất
     Thí sinh dừng cuộc thi
     Thí sinh ban đầu bị loại nhưng được an toàn
     Thí sinh chiến thắng cuộc thi
- Thứ tự gọi tên chỉ lần lượt từng người an toàn
- Trong tập 4, Tamara dừng cuộc thi.
- Tập 12 là tập ghi lại khoảnh khắc từ đầu cuộc thi.

### Buổi chụp hình
- Tập 1: Pin-up với xe cổ điển
- Tập 2: Váy dạ hội trong gió
- Tập 3: Nữ hoàng băng giá
- Tập 4: Nữ thần dưới nước
- Tập 5: Ảnh trắng đen tạo dáng với động vật trong chuồng trại
- Tập 6: Ngôi sao thập niên 1940 tại nhà ga Belgrade
- Tập 7: Cuộc chiến với con quỷ của họ
- Tập 8: Năng động trên không
- Tập 9: Tay đua xe trước lửa
- Tập 10: Hoán đổi giới tính
- Tập 11: Mỹ nhân ngư với sinh vật biển
- Tập 13: Mắc kẹt trên mạng nhện